# 梁望峯
梁望峯（1972年5月14日—）。香港小說作家。因他出生時家裡面向獅子山望夫石，因而得名。他在中五時出版第一本小說《校方線人》，記敘在學校時為訓導主任作校內頑劣班的秘密探子的故事，以17歲之齡成為香港出書最年輕作者。寫作初期以年輕人面對成長過程的種種衝擊為題，創作了多套青春叛逆的作品。其後轉型題材多面，包括愛情、靈異鬼怪、懸疑、探偵、醫學、科幻、旅遊、飲食指南等……他曾被香港讀者票選為『最受歡迎男作家』，作品《寂寞難逃》選為香港中學生好書龍虎榜。他的著作已超過三百本，是香港五大最多產量的作家之一。2020年宣佈大量減產實體書，專注於電子書市場，與及轉戰網上平台Patreon。

## 作品列表
戊班生週記系列：
- 校方線人

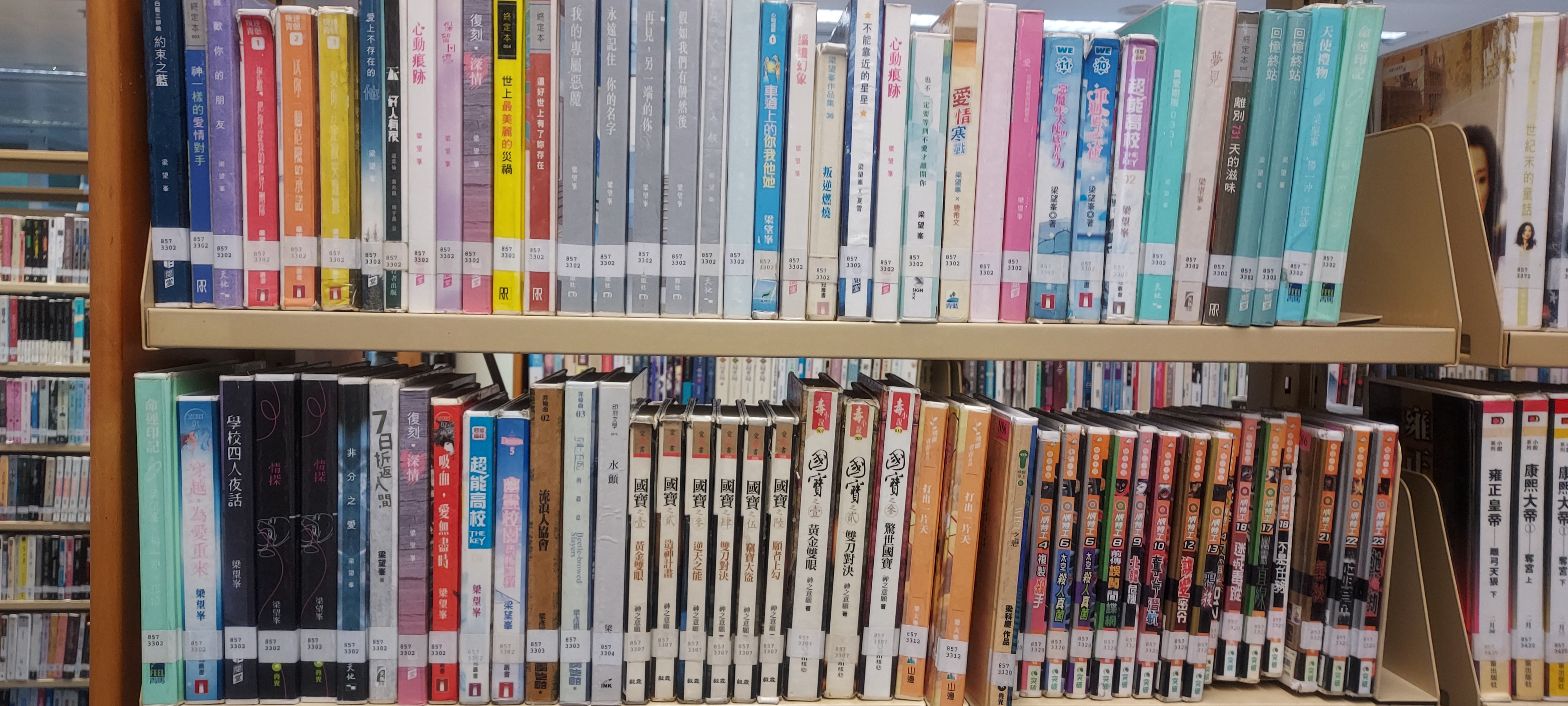
將軍澳圖書館內的梁望峯近期作品

  - 故事設定男配角金水與TVB劇集《他來自江湖》的何鑫淼一樣喜歡吃「雀巢大腳板雪條」
  - 故事提及的兩篇範文︰郁達夫 《一個人在途上》及毛子水 《青年和科學》已分別於1991年及1998年兩次課程改革中被廢除。
  - 同類作品︰以1990年代大埔區中學為背景的孤泣 《電影少年》
- 邊緣錯愛
- 笑中憂鬱
- 純屬反叛
- 放肆之後
- 自製傷痕（戊班新傳1）

校園怪談系列：
- 男校生怪談
- 女校生怪談
- 戊班生怪談
- 名校怪談
- 學校恐怖課程
- 學校恐怖情殺
- 恐怖幻覺
- 驚魂9日
- 男校生怪談2
- 戊班生怪談（完結篇）

1+1情話系列：
- 疾風情緣
- 命運圓舞
- 情感禁區
- 新同居關係
- 新同居關係（完結篇）
- 二見鍾情
- 靈感交峯
- 有心之失
- 峯靈情書
- 三心一意
- 電波情緣
- 戀愛空氣

叛逆青葱系列：
- 學校童黨
- 意外戀人
- 夜的孩子
- 逃情一線
- 寂寞難逃
- 影子情人
- 傷感預告
- 拒絕名分
- 受夠孤獨
- 美麗罪名
- 叛逆純真
- 我未忘情

叛逆人物隱藏版系列：
- 旺角火宅之人
- 無名份的浪漫
- 終止心跳回憶
- 延續心跳時刻
- 過去式的憧憬
- 又被寂寞發現

叛逆的天空系列：
- 天若無情
- 墮落天使
- 難免有錯
- 偷望戀情
- 戀愛特工
- 祇差一點
- 純屬緣分

回憶系列：
- 保留回憶
- 編織幻象
- 心動痕跡
- 復刻深情
- 回憶終站

愛情ER系列：
- 天使容顏
- 願望之翼
- 回憶心跳

男人的愛系列：
- 一個人不止愛一個人
- 遇上她忘了你
- 三個人的二人晚餐
- 又寂寞又美麗
- 自由之丘上的春樹
- 派對動物馴情記
- 慾望手冊上的小白兔
- 今生今世0401
- 賞愛期限0331
- 為妳鍾情0251
- 情探
- 你不愛我的時候

Oh！戀愛學系:
- Oh！戀上鄰座的你!
- Oh！最強第三者出現了!
- Oh！我和校花的地下戀情!
- Oh！我的飄移感情大結局!
- Oh！誘惑我的可愛魔鬼！
- Oh！我走光了的曖昧感情！
- Oh！解封了的愛情密碼！
- Oh！最壞與最完美的愛情對手！
- Oh！由零開始愛上你！
- 我是妳的藍顏知己（Oh！外傳）

WE系列：
- 惡魔天使
- 與維納斯的最後相認
- 當企鵝愛上悲傷的北極熊
- 差1%就愛上你
- 送你一個完美無瑕的身分
- 潘朵拉的幸福密碼高清版
- 10大最愛排行榜
- 排行榜外的真命天子
- 仙人掌公主的曖昧遊戲
- 重遇過去的天使
- 惡魔與天使的感情角力

THEY系列：
- 終於，惡魔拯救了天使
- 再見，玩火女神
- 來吧，惡童的最終救贖
- 別了，最後的快樂幻夢

Demon系列：
- 消失了的半人間王子
- 轉世回憶的擁抱
- 永遠的守護幽靈
- 命中注定的惡魔恐嚇
- 幽靈校園恐怖課程
- 看不見的1/2戀人

GO系列：
- GO！夏日限定實驗戀人
- GO！秋日限定跳線戀曲

超能高校：
- 奇異能量，爆發！
- 終極異能，為愛而生！

「叛逆青蔥」精華版：
- 抱歉，把你從我的世界刪除
- 送你一個危險的承諾
- 愛你注定寂寞難逃

SECRET：
- 穿越，為愛重來
- 吸血，愛無盡時

電影小說：
- 烈日當空

長篇小說：
- 痴情漢子
- 妳不好愛
- 戀愛同意書
- 重逢的前奏
- 我能為妳做甚麼
- 叛逆燃燒
- 世界最遙遠的兩端
- 叛逆流星群
- 恐怖片最佳女主角
- 回魂夜，接你落地府
- 自殺了的鄰座同學
- 再見，另一端的你
- 還好世上有了妳存在
- 最佳曖昧期限
- 異能，因愛而生
- 異能，因愛而生2
- 冰河世界的熱戀
- 離別731天的滋味
- 愛，是樓價最高的細單位
- 街霸少年
- 赤子情深
- 愛上不存在的他
- 7日折返人間
- 二人前三人候
- 喜歡你的朋友
- 永遠記住 你的名字
- 假如我們有個然後
- 你從來沒有用過那種深情的目光看我
- 我的小三和女友
- 我愛你嗎？A、愛 B、不愛
- 愛上六呎一吋的男孩
- 神一樣的愛情對手
- 愛情寒戰
- 不能靠近的星星
- 學校四人夜話
- 約束之藍
- 沉溺之紅
- 我的專屬惡魔
- 毋忘我
- 又寂寞又美麗
- 世上最美麗的災禍
- 天使禮物
- 惡魔戀讀
- 遺忘曲線
- 命運印記
- 愛情鬼故事
- 別返校
- 像極了愛情
- 偷望三部曲
- 倒抽一口涼氣
- 夢見
- 車道上的你我他她
- 非分之愛
- 說一聲我愛你
- 婚事手記
- 太接近火
- 愛情明信片
- 感情儲值票
- 愛情禁獵區
- 近所愛勿語
- 戀愛新世紀
- 戀愛進行中
- 波動情
- 情陷快打
- 我搬出來住
- 有疾而終的暗戀
- 好朋友的猜心遊戲
- 出賣記憶
- 梁望峯鬼故習作
- 陪我玩
- 作家之死
- 戊班生周記復刻版
- 可能不懂愛情

散文類：
- 望峯日記（寂寞十七歲）
- 望峯未成年作
- 別把愛情看得太浪漫
- 寂寞難逃刊物共五六卷
- 聽聽別人痛罵你
- 那些關於愛的回憶
- 心情戲票
- 心情倒影
- 心情拼圖
- 梁望峯讀本
- 少年求生手冊
- 少女求生手冊
- 也不一定要等到不愛才離開你
- 沒有殘忍得過當你愛我時 我已不愛你了
- 如果我們相逢只為了離別
- 緣分，不過是你的選擇
- 也不一定要等到被愛才付出愛
- 曾經我們都這樣約定
- 戀愛出招---明愛暗戀完全追求術
- 寂寞裏逃
- 讓貓貓做你的主人
- 我們這樣長大
- 年輕完全坦白
- 年輕心事告解
- 年輕迷失世界
- 梁望峯情教署
- 年輕的定義就是叫大人看不過眼
- 不能停留 不願離開
- 女孩問我關於愛情的事
- 叛逆的意義就是叫自己感覺年輕
- 真情作崇
- 香港記憶

兒童書：
- 反斗群英1：小三戊班
- 反斗群英2：做個好朋友
- 反斗群英3：爆笑班際比賽
- 反斗群英4：難忘的學校旅行
- 反斗群英5：我們都是大明星
- 反斗群英6：新年長假開始了
- 反斗群英7：我要升班
- 反斗群英8：開心放暑假
- 反斗群英9：小四丁班
- 反斗群英10：深水埗王子
- 飛越童話國1：當灰姑娘遇上賣火柴的女孩
- 超能力訓練小學1：神秘的許願亭
- 超能力訓練小學2：逆轉時光的秘密
- 超能力訓練小學3：追逐未來的伙伴
- 超能力訓練小學4：重來一次的邂逅

旅遊書：
- 食樂台北
- 食樂上海
- 食樂首爾
- 食樂東京
- 食樂澳門
- 金裝平民大飯堂250間
- 香港假期遊蕩
- 香港鬧市遊蕩
- 香港周日遊遊蕩蕩
- 深圳遊遊蕩蕩
- 遊蕩深圳
- 上海遊遊蕩蕩
- 上海攻略遊蕩
- 澳門遊蕩
- 漢城攻略遊蕩
- 遊蕩首爾
- 遊蕩台北
- 台北遊遊蕩蕩
- 台北攻略遊蕩
- 台北周休二日
- 東京遊遊蕩蕩
- 食樂台北

## 網站連結
- 梁望峯的Facebook專頁
- 梁望峯的Instagram帳戶
- 梁望峯電子書網上書店 （页面存档备份，存于）
- 梁望峯的Patreon （页面存档备份，存于）